# Хейль, Иоханнес Гансович
Иоханнес Хейль (эст. Johannes Heil; 1895—1991) — эстонский и советский учёный-электротехник, лауреат Сталинской премии.

## Биография
Родился 15 сентября 1895 года в волости Яэрья.
В рядах РКП(б) с 1919 года.
В 1924 году окончил ВЭТА (Ленинград). В 1925—1944 годах работал в Москве, в 1938—1944 годах — руководитель центральной лаборатории НКЭП СССР.
В 1944—1951 годах работал на таллинском заводе «Вольта», сначала главным инженером, затем — директором.
Кандидат технических наук (1952). Член-корреспондент Академии наук Эстонской ССР (1951). Академик АН ЭССР (1954). В 1951—1954 годах — академик-секретарь отдела физических, математических и технических наук АН ЭССР, в 1954—1968 годах — главный учёный секретарь Президиума АН ЭССР.
Исследовательские работы посвящены электроснабжению и электрическим моторам.
Жил в Таллине, бульвар Ленина, дом 7.
Умер 24 июля 1991 года в Таллине. Похоронен на Лесном кладбище.

## Награды и премии
- 1948 — Государственная премия Эстонской ССР
- 1951 — Сталинская премия второй степени — за разработку и внедрение в производство единой серии асинхронных электродвигателей.
- 1965 — Заслуженный деятель науки ЭССР